# Гили, гили
Гили, гили је пети студијски албум српске певачице Јелене Карлеуше. Издат је 23. децембра 1999. године за издавачку кућу Grand Production. На албуму се налази осам песама, чије је текстове написала Марина Туцаковић, а као најпопуларније су се истакле песме „Гили гили” и „Безнадежан случај”. Албум је снимљен у периоду од септембра до децембра 1999. године у студију „XXL”, са аранжманом и продукцијом Дејана Абадића, а мастеринг је одрађен у студију „O”.

## Списак песама
| №  | Назив             | Текст            | Музика         | Трајање |  |
| 1. | Оро осморо        | Марина Туцаковић | Горан Бреговић | 3:02    |  |
| 2. | Безнадежан случај | Марина Туцаковић | Крис Акилеос   | 3:03    |  |
| 3. | Гили гили         | Марина Туцаковић | Атила Тас      | 3:03    |  |
| 4. | Замена за љубав   | Марина Туцаковић | Никос Карвелас | 3:19    |  |
| 5. | Траума            | Марина Туцаковић | Никос Карвелас | 3:27    |  |
| 6. | Наша жена         | Марина Туцаковић | Дејан Абадић   | 3:41    |  |
| 7. | Лепа млада        | Марина Туцаковић | Никос Карвелас | 3:17    |  |
| 8. | Све јој моје дај  | Марина Туцаковић | Јоргос Алкеос  | 3:28    |  |

## Особље
Преузето са бележака на омоту албума.
- Дејан Абадић — аранжман, музика, продукција
- Иван Кљајић — сниматељ
- Владо Тордај — програмирање и дигитално едитовање
- Александар Радуловић — гитариста
- Ивица Максимовић — гитариста
- Неша — трубач
- Слободанка Поповић Стојиљковић — пратећи вокал
- Дејан Милићевић — фото
- Драган Вурдеља — шминка (заједно уз саму Јелену)
- Ненад — стајлинг
- Драган ШухАРТ — дизајн
- Саша Поповић — главни и одговорни уредник